# Mai Bhago
Mai Bhago ou Mata Bhag Kaur est une femme sikh qui a mené des soldats sikhs contre l'Empire moghol en 1705,.
Sur le tableau du XIXe siècle, elle est représentée en haut à droite, à la bataille de Muktsar (en), décembre 1705.